# Pleolophus larvatus
Pleolophus larvatus là một loài tò vò trong họ Ichneumonidae.